# Biri beni gözlüyor
Biri beni gözlüyor è un film del 1988 diretto da Ömer Ugur.
Il film è una specie di remake non autorizzato del film Shining di Stanley Kubrick.

## Trama
Lo scrittore di romanzi gialli Hulki Kalkinç si reca in vacanza in un hotel su un'isola deserta insieme alla moglie Leman e al figlioletto Ufuk. L'uomo spera che il luogo possa servirgli da ispirazione per il suo nuovo romanzo. All'arrivo vengono accolti da Mahmut, un marinaio barbuto che lavora come custode dell'hotel, il quale li avverte che ogni 15 del mese tira uno strano vento che sembra sia in grado di far impazzire la gente e che in passato un uomo sterminò la famiglia in preda alla follia. Non curandosi della cosa i tre decidono di rimanere, ma avranno di che pentirsene.